# Les Moutiers-en-Auge
Les Moutiers-en-Auge és un municipi francès situat al departament de Calvados i a la regió de Normandia. L'any 2007 tenia 122 habitants.

## Demografia

### Població
El 2007 la població de fet de Les Moutiers-en-Auge era de 122 persones. Hi havia 44 famílies de les quals 12 eren unipersonals (4 homes vivint sols i 8 dones vivint soles), 16 parelles sense fills i 16 parelles amb fills.
La població ha evolucionat segons el següent gràfic:
Habitants censats

### Habitatges
El 2007 hi havia 62 habitatges, 47 eren l'habitatge principal de la família, 12 eren segones residències i 3 estaven desocupats. Tots els 62 habitatges eren cases. Dels 47 habitatges principals, 36 estaven ocupats pels seus propietaris, 10 estaven llogats i ocupats pels llogaters i 1 estava cedit a títol gratuït; 1 tenia una cambra, 1 en tenia dues, 6 en tenien tres, 11 en tenien quatre i 28 en tenien cinc o més. 44 habitatges disposaven pel capbaix d'una plaça de pàrquing. A 24 habitatges hi havia un automòbil i a 18 n'hi havia dos o més.

### Piràmide de població
La piràmide de població per edats i sexe el 2009 era:
| Homes | Edats   | Dones |
| ----- | ------- | ----- |
| 0     | 95 o +  | 0     |
| 0     | 90 a 94 | 0     |
| 0     | 85 a 89 | 0     |
| 4     | 80 a 84 | 4     |
| 0     | 75 a 79 | 8     |
| 0     | 70 a 74 | 0     |
| 4     | 65 a 69 | 4     |
| 4     | 60 a 64 | 8     |
| 0     | 55 a 59 | 0     |
| 4     | 50 a 54 | 4     |
| 0     | 45 a 49 | 0     |
| 4     | 40 a 44 | 4     |
| 8     | 35 a 39 | 12    |
| 4     | 30 a 34 | 4     |
| 0     | 25 a 29 | 0     |
| 0     | 20 a 24 | 0     |
| 4     | 15 a 19 | 0     |
| 4     | 10 a 14 | 8     |
| 8     | 5 a 9   | 4     |
| 8     | 0 a 4   | 4     |

## Economia
El 2007 la població en edat de treballar era de 78 persones, 57 eren actives i 21 eren inactives. De les 57 persones actives 54 estaven ocupades (31 homes i 23 dones) i 3 estaven aturades (1 home i 2 dones). De les 21 persones inactives 7 estaven jubilades, 6 estaven estudiant i 8 estaven classificades com a «altres inactius».
Activitats econòmiques
Dels 4 establiments que hi havia el 2007, 2 eren d'empreses extractives, 1 d'una empresa de serveis i 1 d'una entitat de l'administració pública.
L'any 2000 a Les Moutiers-en-Auge hi havia 15 explotacions agrícoles que ocupaven un total de 1.111 hectàrees.

## Poblacions més properes
El següent diagrama mostra les poblacions més properes.